# Йоасаф (Горленко)

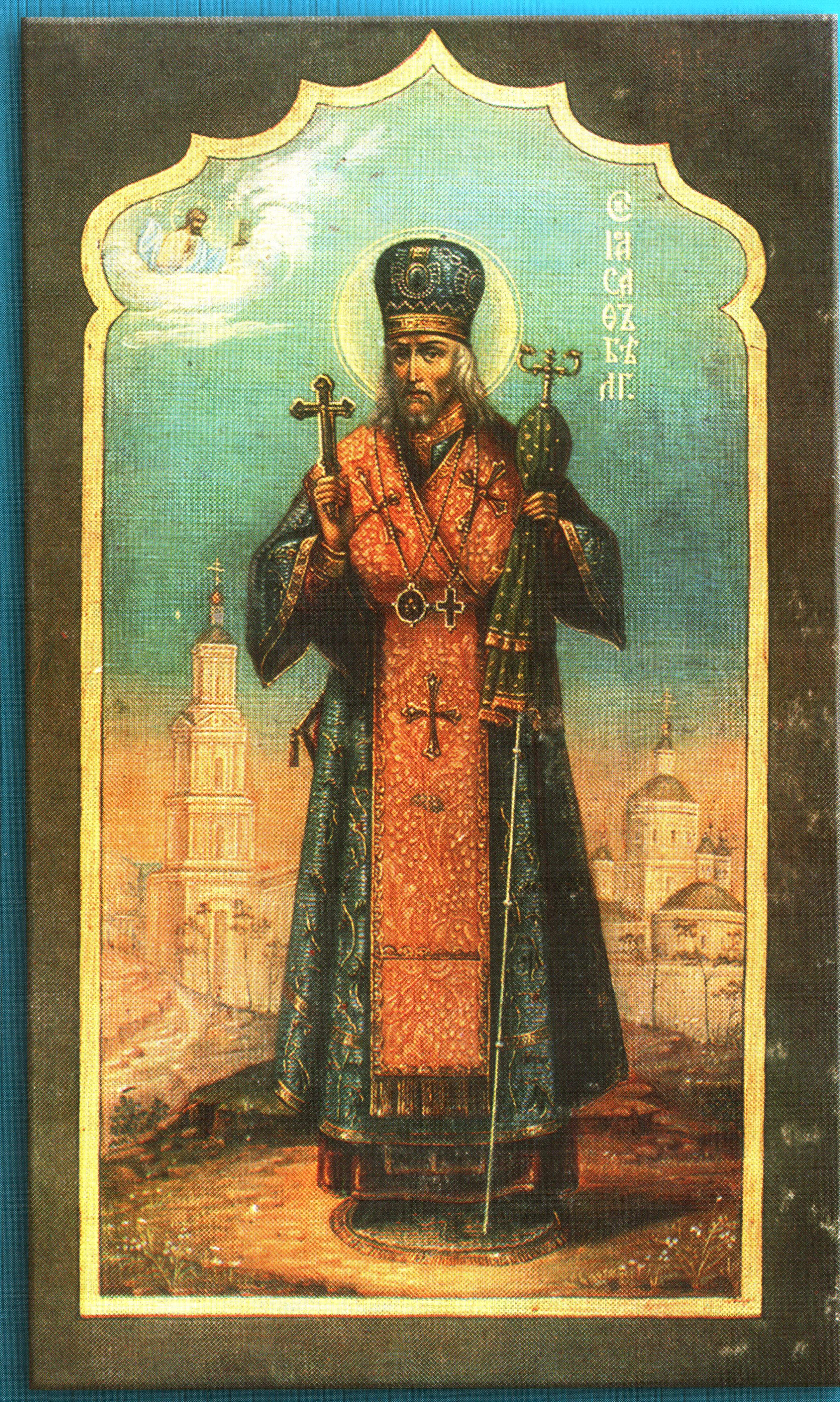
Святитель Йоасаф (Горленко)

Йоаса́ф (Йосафат) Бєлгородський (світське ім'я — Яким Андрійович Горленко; 8 (19) вересня 1705, с. Замістя, нині Прилуцького району Чернігівської області, — 10 (21) грудня 1754, село Грайворон, нині Бєлгородської області Російської Федерації) — український освітній та церковний діяч, письменник. Син прилуцького полковника Андрія Горленка, внук гетьмана Данила Апостола та рідний дядько класика української літератури Григорія Квітки-Основ'яненка.
Єпископ Російської православної церкви, з 2 червня 1748 — правлячий єпископ Бєлгородський і Обоянський РПЦ. У 1911 році був прославлений у лику святителів.

## Біографія

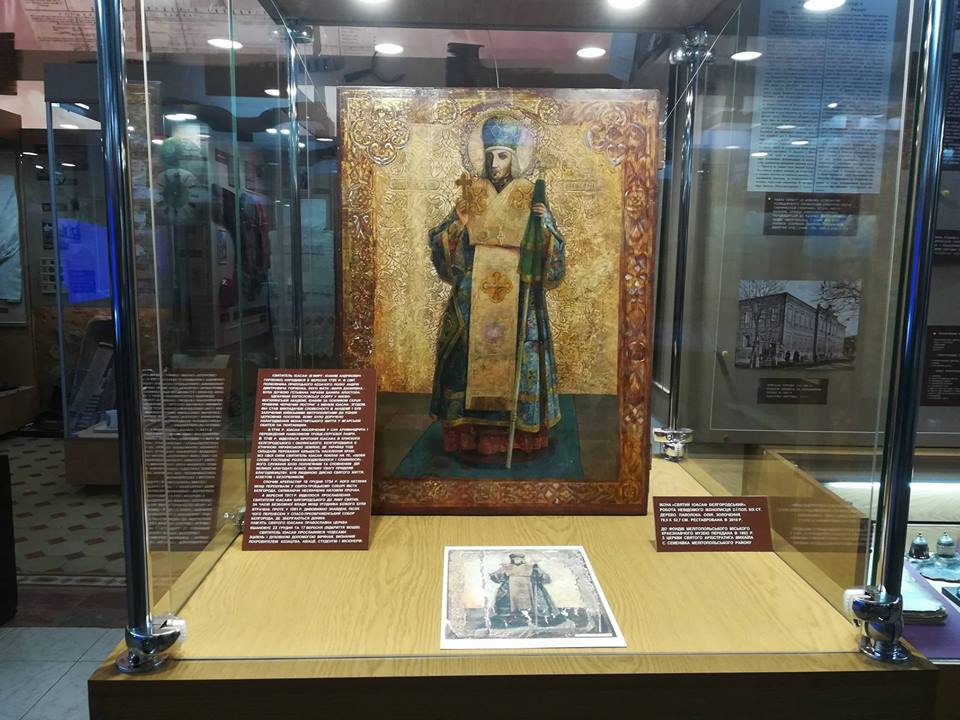

Яким Горленко народився в сім'ї прилуцького полковника Андрія Дмитровича Горленка (його дід по батькові також був прилуцьким полковником), а його мати — Марія Данилівна — була дочкою гетьмана Данила Апостола. Був дядькомШаблон:Яким? Григорія Квітки-Основ'яненка (він написав біографію Йоасафа Горленка).
В 1713 році розпочав навчання в Київській духовній академії. Батьки, власники багатого маєтку, хотіли для нього військової кар'єри, але він ще у віці 11-и років вирішив покинути світське життя. В 1725 році в Києво-Межигірському монастирі пострижений в рясофор з ім'ям Іларіона. 1727 року прийняв чернецтво з ім'ям Йоасаф; 1728 висвячений в ієродиякона. Після закінчення академічного курсу залишився викладачем при академії.
В 1737 році у призначений ігуменом Лубенського Мгарського Спасо-Преображенського монастиря. В 1744 році посвячений у сан архімандрита і переведений намісником Троїце-Сергієвої лаври до Московії.
2 червня 1748 року хіротонізований у єпископа Білгородського і Обоянського; на цій кафедрі залишався до кінця життя. На той час Бєлгородська єпархія була однією з найбільших в Російській імперії, нараховувала 1 060 парафій. Превелебний Йоасаф дбав про піднесення церковного життя, відбудову храмів, піклувався Харківською колегією і взагалі багато уваги приділяв розвиткові освіти в Слобожанщині, виступав проти латинізації шкіл України, проте сприяв уніфікації церковних звичаїв на Слобожанщині в сенсі підведення їх під загальноросійський кшталт: переслідував старі звичаї та нищив книги київського друку (див. Русифікація). До характеристики неоднозначної постаті Йоасафа Горленка слід також додати, що він уникав у своїх творах характерного для своєї доби вихваляння можновладців. За переказами сучасників, був дуже милосердний до всіх стражденних, часто відвідував хворих і навіть приносив їм зцілення.

## Літературна спадщина
Крім церковно-організаційної та просвітницької діяльності, Йоасаф уславився літературними творами. Частина з них (проповіді, листи, молитви) за жанром та стилем досить звичні для церковного діяча. Значно виділяється з цього ряду його поема «Брань честныхъ седми добродѣтелей зъ седми грѣхами смертными…» (1737 р.). Іноді її називають також драмою, але діалоги в її тексті займають відносно невелику частину; радше це не зовсім вірне означення жанру обумовлене тематикою: символічні події, описані у «Брані…», міцно пов'язані з ритуалами Великого Посту, — цим вона подібна до школярських драм т. зв. великоднього циклу. Поема — яскравий зразок українського бароко за тематикою та художніми засобами. Відрізняє її від інших барокових творів те, що боротьба добра зі злом у душі людини описується в термінах справжнього військового мистецтва, із широким використанням тогочасних мілітарних реалій. Це поєднання морально-повчального тексту з батальною поемою створює характерний для літератури бароко ефект ілюзорної достовірності. Поему написано церковнослов'янською мовою, але з численними українізмами, як-от «ланцюжок», «дошкуляти», «втікати», «обмеження», «корогви» тощо. Вперше її було опубліковано лише 1892 року («Чтения в историческом обществе Нестора-летописца», книга 6); на сучасну українську мову перекладено Валерієм Шевчуком («Бран семи добродійництв з сімома гріхами в людині-мандрівцю»).
Йоасафові належить також автобіографія «Путешествіе въ свѣтѣ семъ грѣшника Іоасафа, игумена Мгарскаго», фамільні записки, подорожні нотатки, одне повчання (Слово), кілька листів і окружних послань.
Біографія Йоасафа, складена його родичем, відомим українським письменником Г. Ф. Квіткою, видана в Києві в 1836 році і потім багато разів перевидавалася, інша біографія — Кулжинського, 1883. Важливий біографічний матеріал за консисторськими документами знаходиться в «Історико-статистичному описі Харківської єпархії», архієпископа Філарета (1, 12-25).

## Кінець життя
Слабке здоров'я Горленка було підважене аскетичними вправами: зокрема, під час посту він зовсім не вживав гарячої їжі. Не маючи ще й 50-ти років, він смертельно захворів. Незадовго до своєї смерті вирушив до Чернігівщини, до рідного міста Прилуки, щоби побачити батьків. У середині вересня 1754 року вирушив назад до Білгорода. Але, зупинившись у селі Грайворон, де була його архієрейська вотчина, тяжко захворів і, провівши більше двох місяців на одрі хвороби, 10 грудня 1754 року в 5-й годині пополудні, преставився, проживши 49 років.
Два з половиною місяці після блаженної кончини Йоасафа тіло його в труні стояло відкрите в Свято-Троїцькому соборі, не піддаючись тлінню і не втрачаючи звичайного кольору та вигляду. Тіло покійного архіпастиря залишалося непохованим до кінця лютого 1755 року, з огляду на те, що призначений Святійшим синодом для здійснення поховання Йоасафа Преосвященний Йоан Козлович, єпископ Переяславський і Бориспільський, був затриманий розлиттям річок.
Лише 28 лютого 1755 року у співслужінні численного сонму пастирів труну з тілом Йоасафа було похоронено у склепі (у південно-західній частині білгородського Свято-Троїцького собору), спорудженого за повелінням покійного святителя.

## Шанування іпрославлення

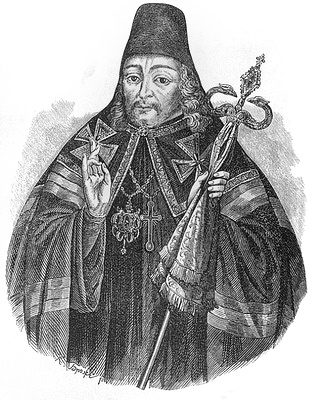
Свт. Йоасаф (Горленко), єп. Білгородський. Гравюра. 1865

Будучи істинно добрим пастирем, Йоасаф ще за життя користувався побожною повагою пастви за істинно благочестиве і подвижницьке життя. Через 2 роки після його поховання деякі з духовних чинів кафедрального собору, знаючи святе життя архіпастиря, таємно пішли в усипальницю і відкрили труну, виявивши не тільки тіло святителя нетлінним у всіх своїх частинах: але і його одягу, покриву і самого гробу не торкнулося навіть найменше тління, хоч і відчувалася достатня вогкість у повітрі при відкритті склепу.
Протягом понад півтора століття зберігалися його нетлінні мощі в Троїцькому соборі монастиря в Бєлгороді. Шанування Йоасафа в народі як святого і чудотворця, навколо імені якого склався ряд сказань, а також зцілення і чудеса, що відбулися біля його труни і на могилі послужили підставою для численних прохань про його канонізацію.
У грудні 1908 року єпископ Курський Питирим (Окнов) представив Святішому синоду ряд прохань про прославлення єпископа Йоасафа від духовенства та мирян. Синодом була утворена комісія під головуванням Питирима; на підставі поданих свідоцтв та акту огляду мощей синод направив всепідданішу доповідь, на якій 10 грудня 1910 року Микола II написав: «<…> Приймаю пропозиції Св. Синоду з щирим зворушенням і повним співчуттям».
Рака для св. мощей Святителя Йоасафа Білгородського і покров над нею в Свято-Троїцькому соборі були виготовлені за проектом арх. Покровського В. А. (1910—1911 рр.; втрачені);
Урочистості канонізації і відкриття мощей відбулися 4 вересня 1911 року за Курського Преосвященного Питирима (Окнова) і вікарного Бєлгородського єпископа Никодима (Кононова) в присутності Єлисавети Феодорівни та Костянтина Костянтиновича.
1 грудня 1920 року, на виконання постанови Народного комісаріату юстиції від 23 серпня 1920 року «Про ліквідацію мощей», відбулося розкриття мощей святителя під керівництвом спеціально призначеної комісії. Комісія склала офіційний акт, підписаний її членами і опублікований в «Курській правді» за 10 грудня 1920. Мощі відправили до Москвиу, в Музей Народного комісаріату охорони здоров'я на Петрівці і в антирелігійний музей. В 1930-х роках їх перевезли в Ленінград та помістили в експозицію Музею історії релігії й атеїзму в колишньому Казанському соборі.
Наприкінці лютого 1991 року мощі були виявлені в запаснику музею та ідентифіковані за актом розтину мощей і іншими документами. До 10 серпня 1991 р. мощі перебували в Преображенському соборі Ленінграда, після чого доставлені, через Москву та Курськ, в Бєлгород. З 17 вересня 1991 року перебувають в Преображенському соборі Бєлгорода.
Пам'ять: 10 грудня і 4 вересня (набуття мощей).

## Спадщина

Пам'ятник Йоасафу у Прилуках. 2012

Навколо Йоасафа Горленка і його спадщини утворвся гурток його шанувальників, який виріс до Братства в ім'я святого і проіснував в Петрограді до 1917 року. Перед подіями 1917 року в селищі Парголово біля Петрограду була побудована церква в честь Святителя Йоасафа, і створено при ній Михайлівське Йоасафівське Братство, заборонене за радянської влади. Товариство Свят. Йоасафа було відновлено в кінці XX століття і діє зараз в Санкт-Петербурзі.
У вересні 2005 року в Бєлгороді відбулися урочистості, присвячені 300-річчю з дня народження святителя Йоасафа Білгородського.
У Бєлгороді щорічно проводиться науково-богословська конференція «Йоасафовські читання».
У вересні 2011 року в м. Прилуки встановлено пам'ятник Йоасафу Бєлгородському, на честь 100-річчя його канонізації.

## Молитва Йоасафа Горленка
Серед спадщини святителя Йоасафа найбільшого поширення набув текст його щогодинної молитви. Цей текст докладно аналізували В. Д. Жевахов і С. А. Нілус у книзі «Молитва святителя Йоасафа Білгородського і всієї Росії чудотворця (1705—1754): досвід короткого коментаря», що витримала три видання. До тексту молитви Йоасафа (Горленка) зверталося ряд композиторів, як російських, також і українських, переважно церковних. На сьогоднішній день відомі твори Д. В. Аллеманова (1909), А. К. Лядова (1910), В. О. Фатєєва (1910), О. П. Орловського (1912),  ієромонаха Натанаїла (Бочкала) (1913) (включаючи перекладення для чоловічого хору  архімандрита Матвія (Мормиля) (1991)), С. З. Трубачова і К. Є. Волкова (2007), пов'язані з цим текстом.

### Подальші (невикористані) джерела
- А. Лебедев. Иоасаф Горленко // Сборник Харьковского историко-филологического общества, 1900, т. 12.
- Святитель Иоасаф Горленко, епископ белгородский и обоянский (1705—1754). Материалы для биографии, собранные и изданные кн. Н. Д. Жеваковым. Киев, 1907, т. 1; 1909, т. 2.